# Parlatoria ziziphi
Parlatoria ziziphi är en insektsart som först beskrevs av Lucas 1853.  Parlatoria ziziphi ingår i släktet Parlatoria och familjen pansarsköldlöss. Inga underarter finns listade i Catalogue of Life.